# او ولی
او ولی (به انگلیسی: O' Valley) یک منطقهٔ مسکونی در هند است که در بخش نیلاگیری واقع شده‌است. او ولی ۲۱٬۹۴۳ نفر جمعیت دارد.